# Meyerasaurus
Meyerasaurus je vyhynulý rod pliosaura, žijící ve střední křídě v Německu. Dříve byl zařazován do rodu Rhomaleosaurus nebo Thaumatosaurus a jméno Meyerasaurus victor dostal v roce 2010. Byl dlouhý 3,35 m.

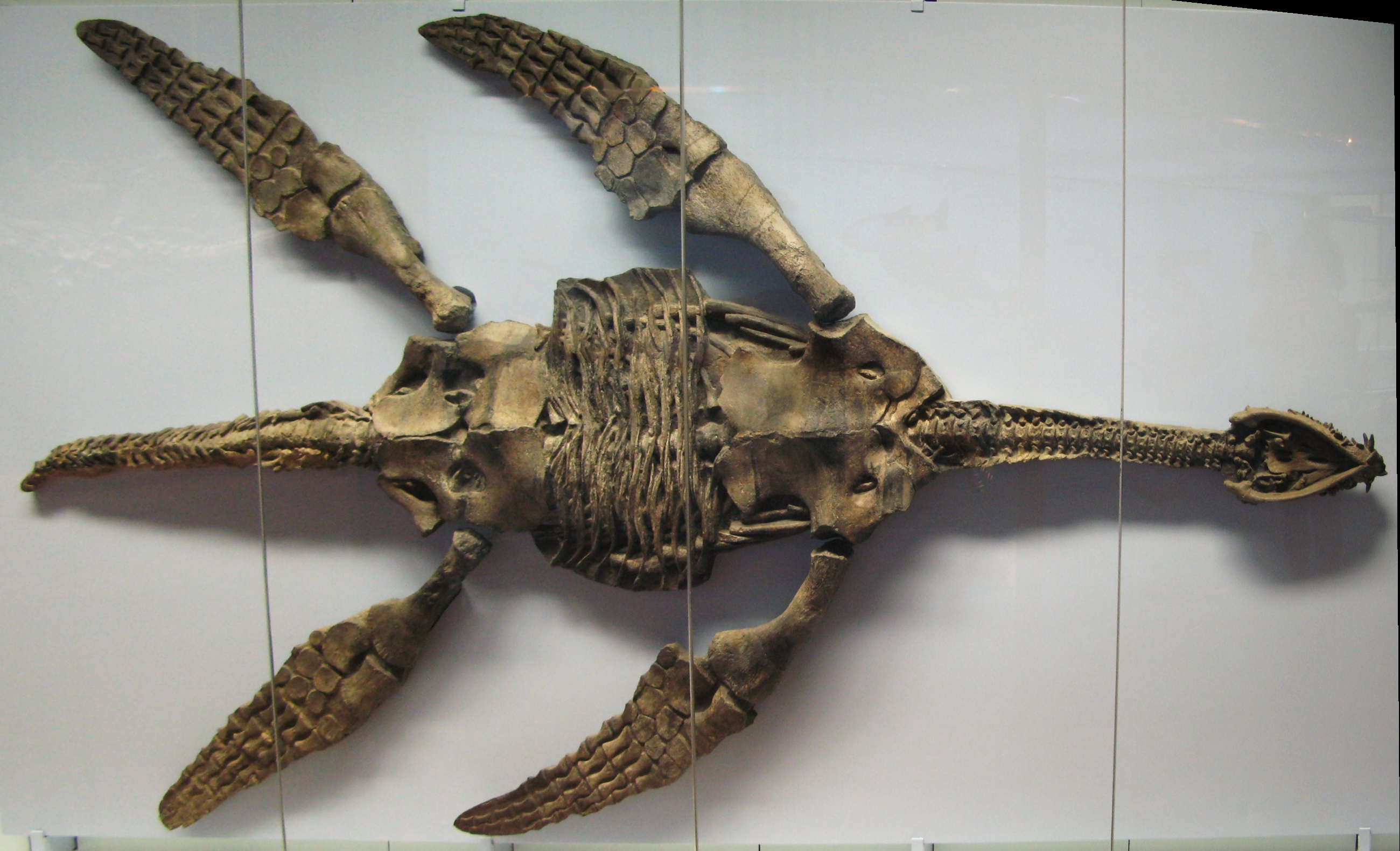